# Cynopoecilus fulgens
Cynopoecilus fulgens är en fiskart som beskrevs av Costa 2002. Cynopoecilus fulgens ingår i släktet Cynopoecilus och familjen Rivulidae. Inga underarter finns listade i Catalogue of Life.